# Jacob Klotz
Jacob Friedrich Adolph Klotz (* 28. November 1823 in Frankfurt am Main; † 19. Januar 1909 in Oberursel) war ein Fabrikant und Reichstagsabgeordneter.
Klotz besuchte das Gymnasium in seiner Geburtsstadt und erlernte dort auch den Kaufmannsberuf. Später war er Fabrikbesitzer in Oberursel und während des Deutsch-Französischen Krieges 1870/71 im Oberurseler Lazarett-Verein aktiv.
Von 1869 bis 1879 war er Mitglied des Preußischen Abgeordnetenhauses für den Obertaunus-Kreis. Von 1871 bis 1874 war er Mitglied des Deutschen Reichstags die für Deutsche Fortschrittspartei für den Wahlkreis Wiesbaden 1.